# Piero di Cosimo de’ Medici

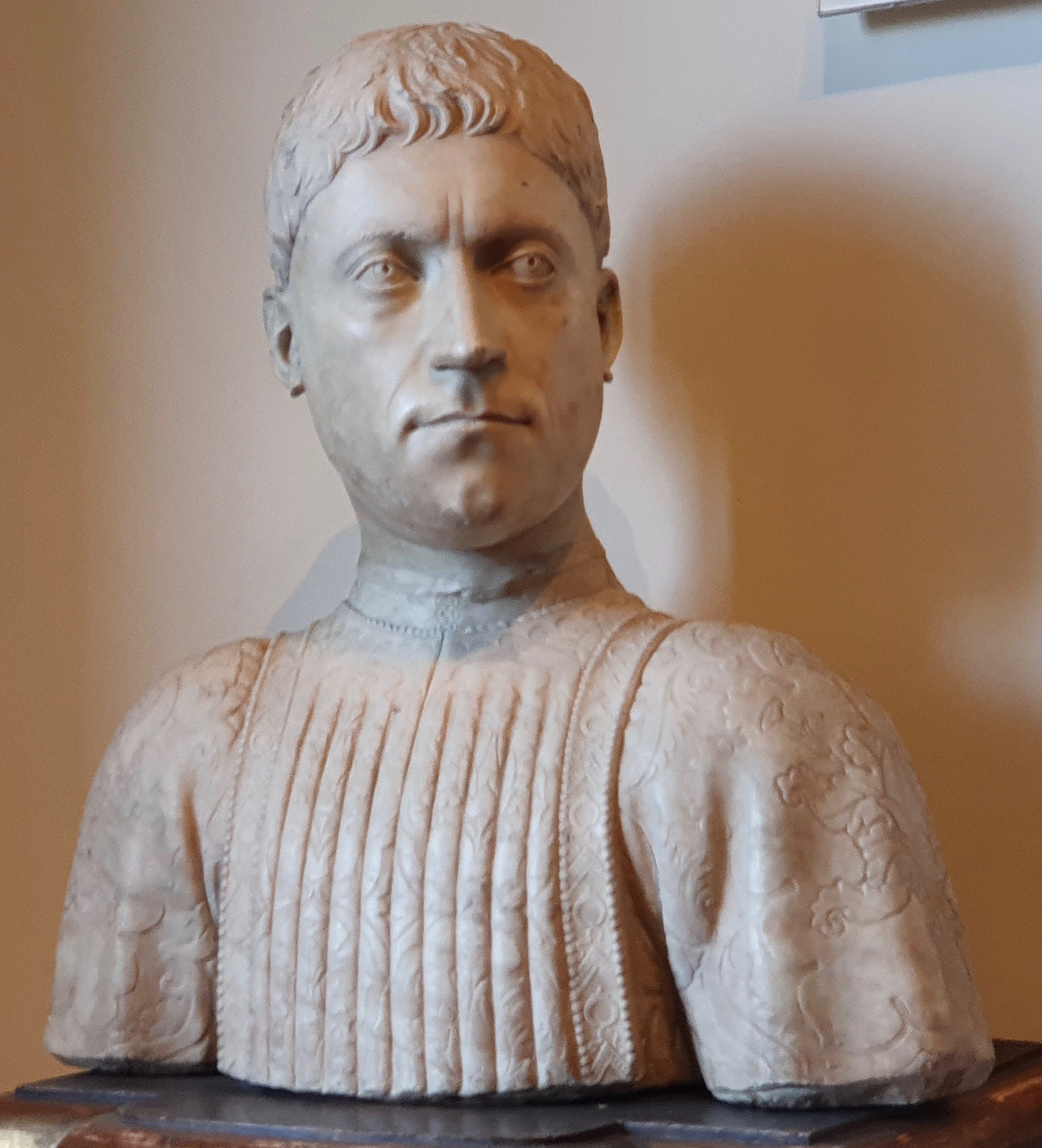
Piero il Gottoso. Marmorbüste von Mino da Fiesole im Museo Nazionale del Bargello, Florenz

Piero di Cosimo de’ Medici (auch Piero il Gottoso („der Gichtige“) genannt; * 1416 in Florenz; † 2. Dezember 1469 ebenda) war der älteste Sohn von Cosimo de’ Medici und zwischen 1464 und 1469 der führende Politiker in Florenz. Seine Söhne und Nachfolger waren Lorenzo il Magnifico und Giuliano di Piero de’ Medici. Seit 1444 war er mit Lucrezia Tornabuoni verheiratet. Sie hatten noch vier weitere Kinder, von denen allerdings zwei sehr früh starben.
Piero erhielt durch seinen Vater Cosimo eine humanistische Bildung, er behielt aber durchaus auch mittelalterliche, vornehmlich ritterliche Denkweisen bei, die er sich beim Umgang mit burgundischen Geschäftsfreunden angeeignet hatte. Wie auch sein Vater und später sein Sohn besaß Piero in Florenz de jure keine Amtsgewalt. Durch seinen Reichtum, sein Mäzenatentum und seine Anhängerschaft war er jedoch de facto der führende Bürger der Stadt. Die schwerste Bewährung hatte er 1465/66 zu bestehen, als Dissidenten um Luca Pitti nach dem Tod seines Vaters die Führung an sich zu reißen versuchten. Gewichtiger Mitgrund zu Rettung und Machterhalt war das bereits unter Cosimo hergestellte enge Bündnis mit den Sforza von Mailand.
Piero war ein begeisterter Sammler von wertvollen Büchern. Er litt zeitlebens sehr stark an einer gichtartigen Erkrankung, so dass er sich vor allem gegen Ende seines Lebens nicht mehr schmerzfrei bewegen konnte. Deshalb übernahm spätestens ab 1467 sein damals erst 18 Jahre alter Sohn Lorenzo die Führung von Familie und Stadt. Piero starb 1469.